# 格列佛遊記
《格列佛遊記》是愛爾蘭牧師、政治人物與作家乔纳森·斯威夫特以筆名執筆的匿名小說，原版因內容招致眾怒而經大幅改變於1726年出版，1735年完全版出版。作者假借虛構人物外科醫師萊繆爾·格列佛（Lemuel Gulliver）所寫一系列神奇的旅行經歷，對當時的科學家、輝格黨和漢諾威王室进行了激烈的諷刺，批評英國對愛爾蘭的壓迫和輝格黨的外交政策，以及揭示人類的劣根性。

## 創作背景
作者喬納森·史威夫特於1710年至1714年間，曾出任以羅伯特·哈利及亨利·聖約翰的托利黨的公共關係官員，後來政黨交替，輝格黨上台，托利黨黨員被清算。作者後來到愛爾蘭任教，當時的愛爾蘭受到英格蘭的高壓統治。

## 章節內容
该书共分成四个部分，分別记载格列佛的四次冒险旅行。其中第三部分〈飞岛国游记〉成书最晚，是斯威夫特的随性之作，不在该书最初的章节安排中，后来要加入时考虑到全书的结构，所以放在〈慧骃国游记〉之前，成为第三部分。作者透過第一部小人國的歷險暗諷當時的政治，于是作者透过第三飞岛国游记反映爱尔兰农业的衰败。
考慮到政治局勢，不願因文賈禍，全書出版時作者曾拿掉許多敏感的情節與文字敘述，直到十九世紀後才逐漸置回書中。此外，有些內容抄自專業的航海日誌以增加真實性，但有些敘述又刻意互相矛盾，好讓細心的讀者察覺只是文字遊戲。

### 小人國遊記

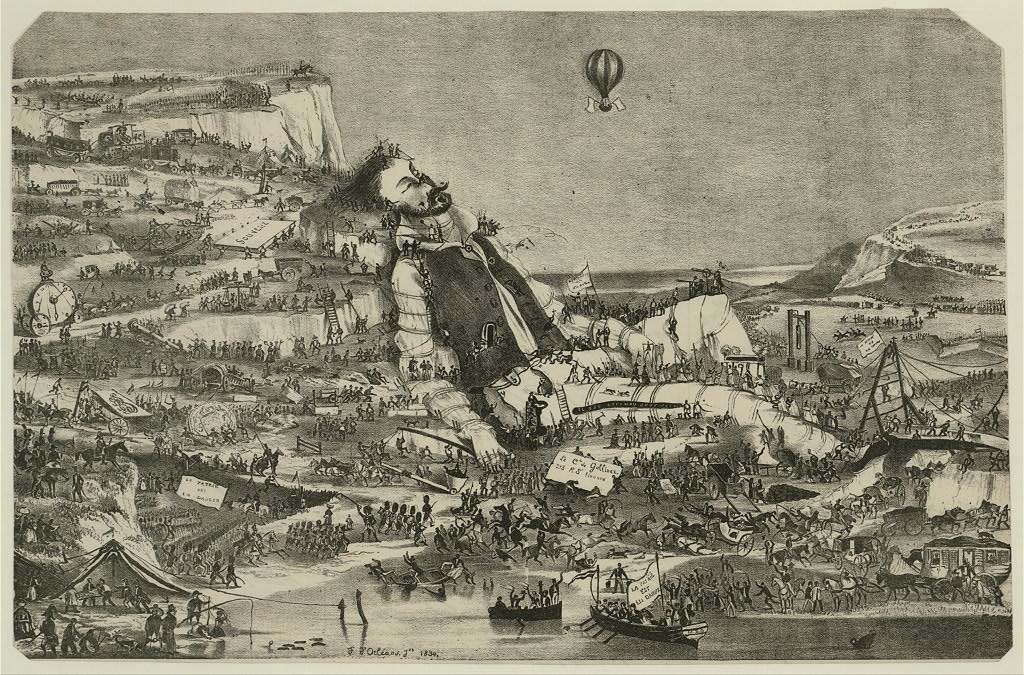
小人國遊記

原名是《厘厘普遊記》（A Voyage to Lilliput）。格列佛先交代自己的出身與成為船醫的經歷，接著敘述來到小人國的經歷。他於澳大利亞的西北部遇到暴風雨，漂流到爪哇附近的一個島上。醒來發現自己被當地小人的重兵牢牢綁死，醒來後小人給他吃了一些東西，然後趁他酒醉昏睡時，將其押送到京城米敦都（Mildendo）。經過一番溝通，他才知道這些小人叫厘厘普（Lilliput），他們的身高只有歐洲人的1/12，年齡是歐州人的5/7（厘厘普人的15歲等於歐洲人的21歲），以一個月和兩小時作為記年和行事的單位。厘厘普由厘厘普王國統治，厘厘普人身高越高者地位越高，所以皇帝是全島最高者。王國的朝臣以鞋跟高低分成低跟黨（Slamecksan，影射支持低教會權的輝格黨）與高跟黨（Tramecksan，影射支持高教會權的托利黨），現任皇帝較傾向低跟黨。原來該國信仰大蛋端（影射天主教），但現任皇帝的曾祖父因為皇儲敲蛋時不慎受傷而下令全國改從蛋的小端敲蛋，稱為小蛋端（影射英國國教會），但此舉卻使厘厘普人與一海之隔，關係緊密的布列復思古（Blefuscudia）國從此交惡，視如水火。
厘厘普的平民對格列佛的出現感到又驚又喜，引起龐大的參觀人潮，皇帝下令派重兵看守保護在一个古庙里。經過多日，皇帝要求格列佛簽下不傷害居民的條約才釋放格列佛，他被釋放後成為皇帝的食客，被稱為「大人山」，他的食量等於1,728個厘厘普人，必須用600張床墊鋪成的床鋪睡覺，消耗相當驚人。可是他在厘厘普與布列復思古作戰時立下大功，以巧計將布列復思古打造的龐大艦隊全數拖回厘厘普的港口，迫使布列復思古放棄作戰，乞求和談，格列佛因此功被授予最高頭銜「納達克」，成為該國重臣。但他反對皇帝侵略布列復思古的計畫卻惹火了國王與主戰派朝臣，他撒尿澆熄皇宮大火雖然阻止皇宮燒毀卻激怒了皇后，他與財政大臣弗凌納普（Flimnap）妻子有染的謠言則惹惱了弗凌納普。於是弗凌納普以造成國庫負擔為由要求彈劾格列佛，這項議案在秘密朝政會議上則演變成指控他對皇室不敬和信仰大蛋端，弗凌納普為首的低跟黨要求皇帝處死格列佛，但高跟黨的朝臣則以其功勳為格列佛辯解。經過一番激辯後，皇帝決定以戳瞎眼睛和逐漸減少糧食使其餓死的「輕刑」處罰格列弗。格列弗聞訊此事後，連夜逃亡到敵國布列復思古尋求庇護。
在布列復思古，他在兩國和談時出力的功績得到皇帝與國民的感謝，因此待遇不比在厘厘普時差，可是他巨大的食量仍然讓該國皇帝感到負擔，加上格列佛開始思念家鄉，於是他請求皇帝幫他修復一艘他在近海發現的小船殘骸，裝上足夠的糧食離開。經過一天半的航行，他巧遇英國船隻出手救援，得以結束兩年多的旅程，回到故土。

### 大人國遊記

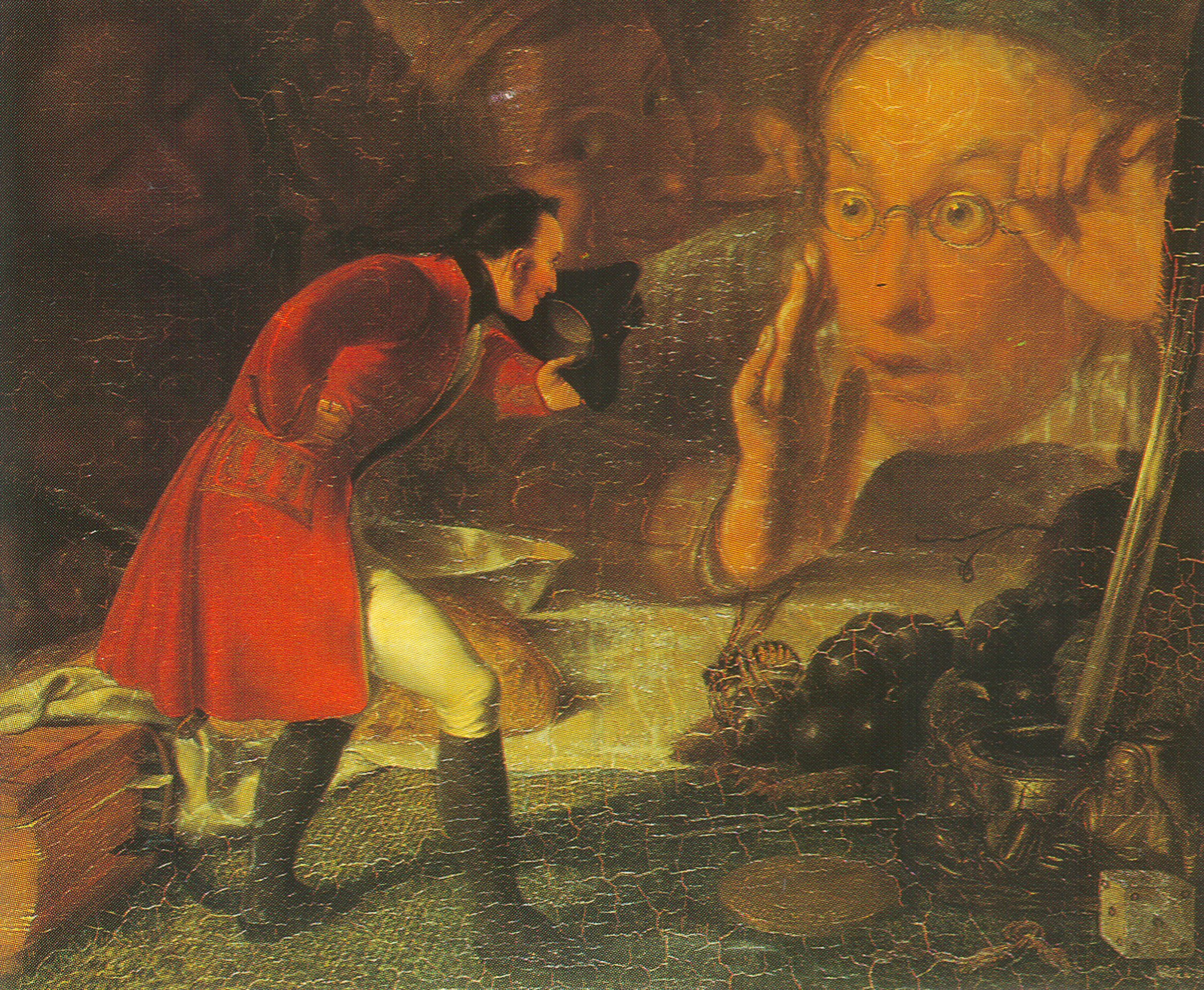

原名是《布羅丁那格遊記》（Brobdingnag）。回到祖國後，格列佛靠販賣厘厘普的動物賺了一筆錢，因此主動出航，但在北美洲遇到季風並迷失方向，船員缺水，水手登岸尋找水源，結果到了大人國。格列佛原本寄居於一個農民的家中，後來那位農民發現人民都願意付錢一睹格列佛，於是帶格列佛全國巡遊，直到格列佛因操勞過度而生病，農夫便把格列佛賣給大人國宮廷。
大人國的王后和國王皆待格列佛十分友善，但宮廷小丑感到不悅，於是多次謀害格列佛。國王經常詢問格列佛有關英國的情況，格列佛將歐洲等制度告知國王。但國王對由繼承議位的貴族負責立法等工作感到很驚訝，究竟不是由人民選出的議員如何確保品行。格列佛在大人國住了一段時間後，他决定找机会离开这里。在一次外出時，他的“仆人”带着他和房子出去海边透风。在他的“仆人”短暂离开他时，他連人帶房子被一隻大鳥銜到海裏，其後他被途經的船隻救起，返回英國。

### 諸島國遊記

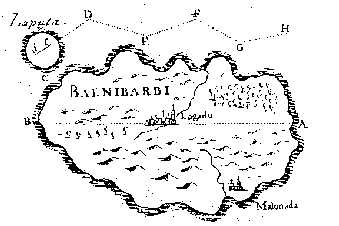
拉普塔繞行巴尼巴比的解說圖

該章原名是〈拉普塔、巴尼巴比、拉格那格、格魯都追與日本遊記〉（A Voyage to Laputa, Balnibarbi, Luggnagg, Glubbdubdrib, and Japan）。回國兩個月後，格列佛受遠房親戚邀請再度出海，但途中不幸遇到荷蘭與日本海盜洗劫，被獨自丟到小船上自生自滅。在經過五個島嶼後，格列佛來到一座島上，他遇上一個漂浮在空中的王國叫拉普塔（Laputa）。該王國有發達的知識，能操作磁石讓島嶼漂浮在空中，並在其統治區域任意飛行。雖然如此，王國的人卻只關心抽象的知識，忽視社交與生活中實踐的能力，也不顧其統治的地上島居民，對其實行高壓統治。
離開空島回到巴尼巴比後，發覺陸地城市的房屋破舊，農田荒廢。格列佛又到格魯都追，認識一位會招喚亡靈來服侍自己的公爵，透過這位朋友格列佛見到諸多歷史人物，如亞里士多德和荷馬等先賢，發現史書中的名將其實都是怯懦者，史書中的權臣都是透過偽證、教唆等技倆上位。
格列佛最後來到日本，他在江戶假裝成不信教的荷蘭人（諷刺荷蘭人見利忘義）覲見天皇（其實是幕府將軍），最後得到天皇的協助，到長崎搭上荷蘭人的船回到歐洲。

### 慧駰國遊記
慧駰國（Houyhnhnms）遊記。格列佛又一次作遠洋航行，但他聘請的水手們叛變，並把他流放到一個島上。在那島是一種叫作慧駰（智馬）在掌控一切、當家做主，另有一種動物叫犽猢（Yahoo），被視為最低劣、最野蠻的畜生，完全無法調教，被慧駰用來拉車做工甚至宰來當食物吃，只有具有高度智慧的慧駰還能夠馴服牠們，其他動物對犽猢都避之唯恐不及。遊記中犽猢就是在暗指為人類，而島上的慧駰對於格列佛這個擁有智慧的犽猢感到好奇，但最後因擔心格列佛會危害慧駰國的社會而把他驅逐出境。格列佛在海上被一名仁慈的葡萄牙船長救起並送返英國，但他無法忍受與自己的家人（他這時已經把其他人看成犽猢）共處，結果他在家裏養了兩匹馬並每天花上幾小時與牠們溝通。

## 影響
故事中的犽猢（Yahoo），由於作者所描述的行為形態，後來被解作粗鲁、不懂事故、笨拙等意思，而全球知名的搜尋引擎雅虎，其創辦人楊致遠亦是因為喜歡這個解釋，於是將這搜尋引擎名命為雅虎。
火星的卫星火卫一上的多数陨石坑以格列佛游记中的人物命名。
计算机科学中端序的词源来自本书。

## 改編
《格列佛遊記》除了小說外，亦被改編卡通、電視劇等，其中美國電影公司根據小說中的四次遊歷，改編成銀幕大電影，而該電影榮獲五項美國艾美獎得獎。
電影動畫《格列佛遊記 (1939年動畫)》，是美國製作的動畫音樂奇幻電影。
电影《小人國大歷險》取材自《格列佛遊記》有關小人國與部份大人國，時代改為現代，格列佛因進入百慕達三角而誤入小人國的世界，另外「不敢去之島」是大人國的地方。
宮崎駿動畫電影《天空之城》亦是由《諸島國遊記》改編而成，天空之城拉普達（Laputa）之名即取於此。

## 譯本
《格列佛遊記》最早在清同治十一年四月十五至十八日（1872年5月21至24日）連載於當時中國的《申報》，取名為《談瀛小錄》，僅連載四日，最後一期還說會續載，卻不知為何無下文。1903年7月的《繡像小說》開始以白話文翻譯並連載，直到1906年3月停載，四部全都譯出，但第三部僅譯出“飛行島之遊”，第四部譯者自行增添主角遭巨鯨吞入腹中一節（第五期至七十一期，原名《僬僥國》，後改為《汗漫游》）。光緒三十二年林紓與魏易合譯《海外軒渠錄》，是第一部以專書形式出版的中譯本，單德興認為林紓的譯本《海外軒渠錄》根據的是1726年版或其衍生本。

### 引用
1. ↑  . 城邦讀書花園.   [2022-09-01]. （原始内容存档于2022-09-01） （中文）.
2. ↑  . 商务印书馆. 2014-09-01  [2022-09-01]. ISBN 9787100106566. （原始内容存档于2022-09-01） （中文）.
3. ↑  . Yahoo!.   [2020-10-11]. （原始内容存档于2012-07-12）.
4. ↑  Bryant, Randal E.; David, O'Hallaron,  3, Pearson Education: 79, 2016, ISBN 978-1-488-67207-1
5. ↑  付建舟. .  第三版·网络版. 中国大百科全书出版社. 2022-01-20  [2023-06-14]. （原始内容存档于2023-06-14）.